# Szűcs Luca
Szűcs Luca (Budapest, 2002. szeptember 20. –) világbajnok magyar kardvívó.

## Pályafutása
A BVSC versenyzője, nevelőedzője Fehér Gábor volt, majd 2017-től edzői Bódy István és fia, Bódy Benjámin. A 2018-as kadét Európa-bajnokságon csapatban (Pusztai Liza, Nagy Valentina, Battai Sugár Katinka) ezüstérmes volt. Ugyanebben a korosztályban a következő évi kontinens bajnokságon aranyérmes volt csapatban (Keszei Kira, Battai, Báthory Kata). A 2019-es toruni világbajnokságon kadét korosztályban egyéniben szerzett aranyérmet. A 2020-as Európa-bajnokságon a junior csapattal (Keszei, Battai, Pócz-Nagy Fanni) is aranyérmet szerzett.
A 2022-es junior Eb-n csapatban (Beviz Dorottya, Keszei, Battai) szintén első lett. A 2022-es junior világbajnokságon csapatban (Beviz, Keszei, Battai) ezüstérmes lett. Az U23-as Európa-bajnokságon csapatban (Battai, Keszei, Spiesz Anna) első helyen végzett, egyéniben ezüstérmet szerzett. A 2022-es Európa-bajnokságon csapatban (Pusztai, Battai, Katona Renáta) negyedik volt.
A 2022-es felnőtt világbajnokságon a győztes csapat (Pusztai, Battai, Katona) tagja volt, a magyar csapat a döntőben 45-40-re győzte le a franciákat. A fegyvernem történetében először nyert csapat világbajnoki címet Magyarország. A 2023-as Európa-játékokon csapatban (Katona, Pusztai, Battai) harmadik lett. 
A 2023-as milánói világbajnokságon a Battai Sugár, Márton Anna, Szűcs Luca, Pusztai Liza összeállítású kardcsapat megvédte világbajnoki címét, a döntőben ezúttal is a franciákat legyőzve (45:38). A 2024. évi nyári olimpián egyéniben két asszót is nyerve a negyeddöntőbe jutott, ott a későbbi ezüstérmes, hazai közönség előtt vívó Sara Balzer ellen esett ki (15-12). A csapatversenyben a magyar csapat (Pusztai, Battai, Márton Anna) tagjaként a 6. helyen végzett.

## Eredményei
Kard egyéni
Magyar bajnokság
- aranyérmes: 2025
- ezüstérmes: 2020, 2022
- bronzérmes: 2021

Kard csapat
Magyar bajnokság
- aranyérmes: 2025

Világbajnokság
- aranyérmes: 2022, 2023

Európa-játékok
- bronzérmes: 2023

## Díjai
- Zugló díszpolgára (2022)[13]